# Rourea confundens
Rourea confundens là một loài thực vật có hoa trong họ Connaraceae. Loài này được Pieter Willem Leenhouts miêu tả khoa học đầu tiên năm 1978 dưới danh pháp Roureopsis confundens. Năm 1989 Carel Christiaan Hugo Jongkind chuyển nó sang chi Rourea.

## Phân bố
Loài này có tại Thái Lan.